# ابر اتوبوس

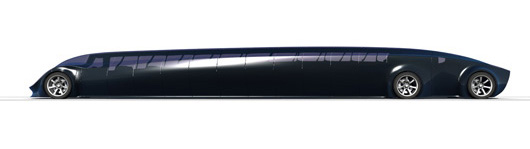
سوپر باس با ۲۳ صندلی و ۲۵۰ کیلومتر در ساعت سرعت

سوپر باس یا اتوبوس بزرگ (به انگلیسی: Superbus) اتوبوسی ویژه‌است که زیر نظر فضانورد هلندی Wubbo Ockels و دانشگاه صنعتی دلفت کشور هلند طراحی و ساخته شده‌است و هزینه ساخت آن ۷ میلیون یورو بوده‌است.
اولین نسخه این اتوبوس در دبی رونمایی شد. این می‌تواند تا ۲۵۰ کیلومتر در ساعت حرکت کند و قابلیت حمل ۲۳ مسافر را دارد. برای هر ۳ صندلی در دو طرف اتوبوس یک در تعبیه شده‌است و به همین جهت برای پیاده و سوار شدن مسافران مشکلی نخواهد بود. در ساخت این اتوبوس از مواد سبک‌وزن از جمله آلومینیوم، فیبر کربن، فایبر گلاس و پلی کربنات استفاده شده‌است.

## جزئیات
- طول: ۱۹ متر
- عرض: متر
- ارتفاع: ۱٫۶۵ متر
- بیشترین سرعت: ۲۵۰ کیلومتر در ساعت
- ظرفیت: ۲۳ نفر
- قیمت: ۷ میلیون یورو